# Aeroporto Internacional José Joaquín de Olmedo
O Aeroporto Internacional Jose Joaquin de Olmedo ( TAI: GYE,  ICAO: SEGU) é um aeroporto em Guayaquil Equador, nomeado José Joaquín de Olmedo em homenagem ao poeta e prócer guayaquilense, primeiro prefeito da cidade de Guayaquil. 
O terminal aéreo em Guayaquil anteriormente conhecida como Aeroporto Internacional Simón Bolívar foi renomeado José Joaquín de Olmedo, em 2006, antes da inauguração das suas novas instalações em 27 de julho de 2006 na mesma faixa do anterior aeroporto, mas em um novo edifício, com 50 mil metros quadrados de construção, destinados à chegada a nível nacional e internacional. 
A utilização deste aeroporto será de 10 a 12 anos, a partir de 2006 ou antes que ultrapassa as expectativas da capacidade de 5 milhões de passageiros por ano. Quando isso acontece, é previsível para a construção do novo projecto para um novo terminal aéreo na área Daul, 20 km fora da cidade, próximo da auto-estrada ligando as cidades costeiras de Guayaquil e no resort de  Salinas. 
O aeroporto está localizado a cerca de 5 milhas da baixa de Guayaquil, na Avenida de las Américas, e tem uma pista de 2790 metros (9154 pés) e uma altitude de 5 metros (16 ft). Ele pode ser usado por Boeing 747s, DC10s e Lockheed L-1011s, no entanto, chegam em voos com a American Airlines Airbus A300, a pista é um pouco pequenas, e isto faz outros voos operados com aeronaves menores foram atrasados. Ele tem planejado para aumentar o tamanho da faixa entre 2006 e 2007. 
A taxa de aeroporto José Joaquín de Olmedo está actualmente em 2008 27,16 dólares para voos internacionais e 4,20 dólares para voos dentro do país. 

## Melhor terminal da América Latina e Caraíbas
O aeroporto José Joaquín de Olmedo da cidade de Guayaquil encabeça a lista, é o melhor terminal aéreo na América Latina e nas Caraíbas e está no ranking entre os melhores do mundo terminais aéreos, de acordo com um inquérito realizado à escala mundial pela Associação Internacional dos Aeroportos. A publicação destacou BusinessWeek em 2008, na chamada de prémios para a qualidade do serviço para o aeroporto terminal Guayaquil foi a melhor classificação da América Latina e as Caraíbas depois de "grandes obras de renovação". 
É alegado que o estudo foi realizado em 200 mil passageiros em 90 aeroportos em todo o mundo, Américas e Caraíbas América lidera o ranking aeroporto Guayaquil (Equador).

## Companhias Aéreas e Destinos
| Companhias                              | Destinos |
| --------------------------------------- | --- |
| Aerogal                                 | Baltra, Cuenca, Miami, Nova Iorque, Quito, San Cristóbal                                                               |
| Aerolíneas Argentinas                   | Buenos Aires-Ezeiza |
| American Airlines                       | Miami |
| Avianca                                 | Bogotá, Galápagos, Lima, Quito, San Cristóbal, San Salvador                                                            |
| Avianca operado por SAM                 | Bogotá |
| Avianca operado por VIP Ecuador         | Salinas |
| Avior Airlines                          | Barcelona |
| Conviasa                                | Caracas |
| Copa Airlines                           | Cidade do Panamá |
| Copa Airlines operado por AeroRepública | Bogotá |
| Delta Air Lines                         | Atlanta [Sazonal] |
| Iberia                                  | Madri |
| Icaro                                   | Cuenca, Manta, Quito                                                                                                   |
| KLM                                     | Amsterdã, Bonaire |
| Lacsa                                   | Lima, San José |
| LAN Airlines                            | Caracas, Miami, Santiago                                                                                               |
| LAN Ecuador                             | Buenos Aires, Cuenca, Galapagos, Madri, Miami, Nova Iorque, Quito, Santiago                                            |
| LAN Perú                                | Lima |
| SAEREO                                  | Loja, Macas, Quito |
| TACA Perú                               | Cali, Lima |
| TAME                                    | Baltra, Cuenca, Esmeraldas, Fort Lauderdale, Galapagos, Latacunga, Lima, Loja, Nova Iorque (JFK), Quito, San Cristóbal |